# Shifo (sockenhuvudort i Kina, Zhejiang Sheng, lat 29,17, long 119,11)
Shifo (kinesiska: 石佛乡) är en sockenhuvudort i Kina. Den ligger i provinsen Zhejiang, i den östra delen av landet, omkring 160 kilometer sydväst om provinshuvudstaden Hangzhou. Antalet invånare är 11 904. Befolkningen består av 5 886 kvinnor och 6 018 män. Barn under 15 år utgör 16,0 %, vuxna 15-64 år 67 %, och äldre över 65 år 16,0 %.
Runt Shifo är det tätbefolkat, med 397 invånare per kvadratkilometer. Närmaste större samhälle är Datong, 15,8 km norr om Shifo. Trakten runt Shifo består till största delen av jordbruksmark.
Genomsnittlig årsnederbörd är 2 198 millimeter. Den regnigaste månaden är juni, med i genomsnitt 453 mm nederbörd, och den torraste är oktober, med 69 mm nederbörd.